# نهاية أمينية

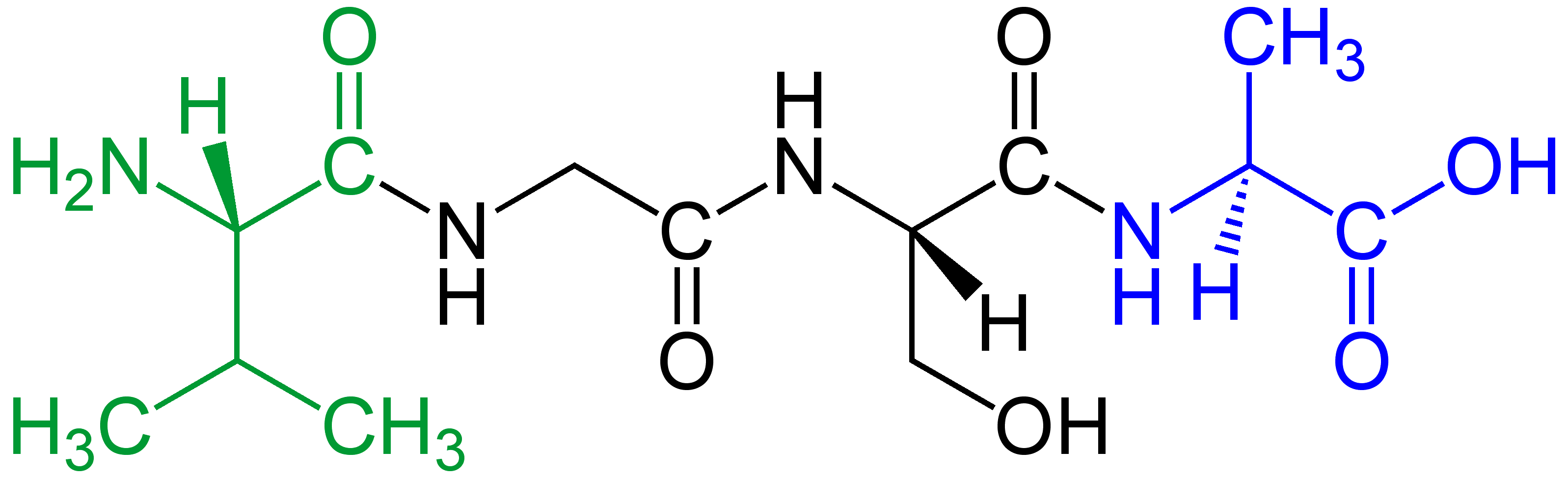
تتراببتيد(مثال: Val-Gly-Ser-Ala) وقد لوّن الطرف N أخضر (L-فالين) ؛ ولوّن الطرف C أزرق
(L-ألانين).

طرف أميني أو النهاية الأمينية لسلسلة عديد الببتيد أو طرف N (بالإنجليزية : N-terminus أو amino-terminus ) هو طرف مقدمة بروتين أو بولي ببتيد حيث يشغل الطرف حمض أميني ذو مجموعة أمين (-NH2) حرة .
وقد جرى العرف على كتابة الطرف الأميني  في تسلسل بروتين في اليسار . بناء على ذلك فنكتب الطرف N على الناحية اليسرى من البروتين، ونكتب الطرف الكربوكسيلي إلى اليمين. ذلك لأن الطرف الأميني N يعتبر الجزء الأول من البروتين أو الببتيد عند ترجمته وراثيا.

## اقرأ أيضا
- طرف كربوكسيلي
- بروتين اندماجي
- بروتين
- حمض نووي ريبوزي
- فالين
- حمض أميني
- قاعدة الطرف الأميني